# 2011 en animation asiatique
Voir aussi: 2011 au cinéma - 2011 à la télévision
2010 en animation asiatique - 2011 en animation asiatique - 2012 en animation asiatique

## Festivals et conventions
- du 30 juin au 3 juillet : Japan Expo (12e impact)

## Récompenses
- Liste des résultats des Japan Expo Awards

## Principales diffusions en France

### Films
- 12 janvier : Arrietty, le petit monde des chapardeurs
- 25 mai : Naruto Shippuden: The Lost Tower (sur Game One)
- 24 août : One Piece : Strong World

### Séries télévisées
- 29 août : Fairy Tail (sur Game One)
- 23 novembre : Saint Seiya : Chapitre Hadès (arc Inferno) (sur Mangas)

## Principales diffusions au Japon

### Films
- 19 mars : Pretty Cure All-stars DX3
- 16 avril : Détective Conan : Les Quinze Minutes de silence
- 16 juillet : La Colline aux coquelicots
- 16 juillet : Pokémon : Blanc – Victini et Zekrom
- 16 juillet : Pokémon : Noir – Victini et Reshiram
- 30 juillet : Naruto Shippuden: Blood Prison

### OAV
- 23 février : Saint Seiya : The Lost Canvas (saison 2)
- 15 avril : Fairy Tail: Bienvenue à Fairy Hills !!
- 17 juin : Fairy Tail: L’Académie des fées : Le Délinquant et la Délinquante
- 8 octobre : Deadman Wonderland

### Séries télévisées
- 9 janvier : Beelzebub
- février : Supernatural: The Animation
- 6 février : Suite PreCure♪
- 3 avril : Toriko
- 4 avril : Gintama (saison 5)
- 6 avril : Steins;Gate
- 7 avril : Sket Dance
- 11 avril : Que sa volonté soit faite (saison 2)
- 11 avril : Yu-Gi-Oh! Zexal
- 16 avril : Deadman Wonderland
- 17 avril : Blue Exorcist
- 24 avril : Highschool of the Dead: Drifters of the Dead
- 3 juillet : Nura: Le Seigneur des Yōkaï - La cité des démons
- 7 juillet : The Idolmaster
- 1er octobre : Bakuman. (saison 2)
- 2 octobre : Hunter × Hunter
- 14 octobre : Guilty Crown